# Imider
Imider  (in arabo اميضر‎?) è un centro abitato e comune rurale del Marocco situato nella provincia di Tinghir, regione di Drâa-Tafilalet. Conta una popolazione di 4 420 abitanti (censimento 2014).